# 水産学
水産学（すいさんがく、英語：fisheries science）とは、魚介類を中心とする水生生物について、増殖、漁獲、加工、流通まで水産業全体を研究する学問体系である。日本においては、水産業の中心を海洋が占めているために海洋学と混同される場合もあるが、産業への応用を目指す視点や漁獲および加工技術を含むことから異なる学問体系を取っている。
食糧生産を目標とする学問として農学の知識を応用する場合も多く見られるが、一次生産が漁獲という狩猟的な手段を中心としているため、資源管理という特有の体系を有する。また、畜産と比較して生産物が画一になりにくいため、加工および流通にも特有の面が見られる。

## 水産学の分野一覧
研究対象と分野は下記のとおりとなっている。
なお、技術士の水産部門は、第一次試験の専門科目が漁業及び増養殖／水産加工／水産土木／水産水域環境、第二次試験の選択科目が水産資源及び水域環境／水産食品及び流通／水産土木となっているが、下記の漁業学、水産海洋学、水産増殖学、水産資源学が第一次試験の漁業及び増養殖と水産水域環境、第二次試験の水産資源及び水域環境に、水産加工学、水産化学、水産流通学の工学分野が第一次試験の水産加工、第二次試験の水産食品及び流通に、水産工学が水産土木に、それぞれあたる
。

### 漁業学
水産学において最も特徴的な分野である。漁撈に関わる内容を中心としており、網や集魚灯などの漁具および漁法や、漁船の構造および運用などが研究されている。近年は魚群探知機の活用や資源管理、資源予測などもこの分野に含まれている。

### 水産海洋学
一般の海洋学と内容はかなり近接している。海洋生物の有効利用（漁獲）を前提とした研究姿勢にあるため、生物種については有用生物、海域としては現在利用されている漁場を研究対象とすることが多い。漁業学中の資源管理や資源予測と密接な関係にある。

### 水産増殖学
有用魚種の増養殖技術を研究する。なお、養殖は卵から収穫まで一貫して行う形態であり、増殖は一部時期を管理する、稚魚放流などである。品種改良や遺伝子組み換えなどもこの分野に含まれている。基礎学問として分類学、生態学が含まれることも多い。

### 水産加工学
魚介類の食品への加工および衛生管理について研究する。缶詰や練り製品、発酵食品への加工と食品加工技術全体を扱うために基本的な原理は畜産加工と重なるものが多いが、魚類の成分や筋肉の性質、食中毒の種類などが大幅に異なるため、特有の分野として確立している。近年は衛生管理としてHACCPの研究もなされている。

### 水産化学
水生生物における化学的性質の解明や、食品加工以外の医薬品への利用などを研究している。食品以外への利用を図るため、現在食品として利用されていない魚種を対象にすることも多い。また、加工によって発生する廃棄物の再利用（ゼロエミッション）なども研究されている。

### 水産経済学
漁業について、社会科学的見地から研究を行う。農学一般の農業経済学に対応する学問分野である。漁業経営および漁業協同組合経営といった経営学的な研究、水産業全般にわたる経済学的な研究、資源管理の社会科学的分析、漁業政策や漁業をめぐる国際関係の社会科学的分析等幅広いフィールドがその対象となる。

### 水産政策学
水産分野の政策・法規、マーケティング学分野などを対象としている。大学などの高等教育機関では農林分野も含め農林水産政策学という大くくりで取り扱っている場合もある。

### 水産流通学
上記の水産経済学に隣接する、社会科学系の水産物に特化した流通学・流通科学と、工学分野の流通加工、水産流通構造解析、鮮度保持、冷凍流通技術と品質制御、水産物物流システム、トレーサビリティ (流通)他技術系の水産流通学問を対象としている。

### 水産資源学
水産業の対象とする生物を水産資源と呼び、その個体数の変動や管理方法の研究を行う。水産業を持続的に行うための理論的な側面を検討する分野をさすことが多い。数理生物学や保全生物学における実学分野とも呼べる分野となる。

### 水産工学
農業土木学会（現農業農村工学会）水産土木研究部会から派生した日本水産工学会設立のご挨拶（中村充、水産工学第27巻第1号:p.1.1991）において、学術テーマを①漁場造成, 栽培漁業に係わる水産土木②資源管理,計画生産のための漁労技術,計測機器, 漁船, 新漁業システムなど ③根拠地としての漁港, 漁村, 水産都市計画 ④海岸保全やウォーターフロント計画等における生物的自然環境に調和した工学技術 ⑤水圏浄化機能の評価とその向上のための工学技術、としている。さらに水産土木について、「生物環境を物理的立場から解明し,最適物理環境を作るための工学技術である。」とし、すなわち水産生物のための環境制御技術であることを示している。水産工学の分野とは、生物の棲みやすい環境条件を探し出して放流する適地を決め、また、好条件を求め工学的な手法を用いて新たにつくりだすことを学問とし、魚群行動・行動制御・行動計測・漁具工学・水産施設工学・流体力学から魚体運動・漁具物理・水産資源の行動制御と数値シミュレーション・漁獲過程のモデル化に関する研究などをテーマとしている。

### 学会
- 社団法人日本水産学会
- 日本水産工学会
- 水産海洋学会
- 日本魚類学会
- 漁業経済学会

### 大学・研究機関
- 国立研究開発法人水産研究・教育機構
- 水産大学校

大学については水産学部の外部リンクを参照。